# Charles (football, 1996)
Charles Rigon Matos dit Charles, né le 19 juin 1996 à Santiago au Brésil, est un footballeur brésilien qui évolue au poste de milieu central au SC Corinthians.

## Biographie

### Débuts au Brésil
Né à Santiago au Brésil, Charles commence sa carrière avec l'AER Santo Ângelo (en).
En 2015, il rejoint le SC Internacional, où il joue dans un premier temps avec les équipes de jeunes. Il fait sa première apparition en équipe première contre le Grêmio Esportivo Brasil, le 1er février 2017. Son équipe s'impose par deux buts à un. Il réalise ses débuts en championnat alors que le club évolue en deuxième division du Brésil, le 7 juin 2017, contre le Figueirense FC. Il est titulaire et le SC Internacional l'emporte par deux buts à un.
Le club étant promu, Charles découvre la première division brésilienne, le 6 juin 2018 face au São Paulo FC. Il est titularisé  et les deux équipes se neutralisent (0-0 score final).
Le 31 décembre 2019, est annoncé le transfert de Charles au Ceará SC, pour un contrat de deux ans.

### FC Midtjylland
En juin 2021, Charles s'engage avec le vice-champion danois, le FC Midtjylland, pour un contrat courant jusqu'en juin 2026,. Séduit par l'idée de jouer la coupe d'Europe avec le FCM, son choix est aussi influencé par la présence rassurante de plusieurs joueurs brésiliens dans l'effectif avec Paulinho, Evander et Júnior Brumado ,.
Il fait sa première apparition sous ses nouvelles couleurs le 24 juillet 2021, lors de la deuxième journée de la saison 2021-2022 de Superligaen contre l'Aalborg BK. Il entre en jeu en cours de partie à la place de Mikael Anderson, et son équipe s'impose par un but à zéro. Il inscrit son premier but pour le club le 5 décembre 2021, à l'occasion d'une rencontre de coupe du Danemark face au Brøndby IF. Il est titularisé lors de cette rencontre remportée par son équipe sur le score de deux buts à zéro.
Charles participe à la finale de la coupe du Danemark le 26 mai 2022, contre l'Odense BK. Il entre en jeu à la place de Mads Thychosen et son équipe s'impose après une séance de tirs au but. Il remporte ainsi le premier trophée de sa carrière.

## Palmarès
FC Midtjylland
- Coupe du Danemark
  - Vainqueur en 2022.